# Patton Village (Texas)
Patton Village es una ciudad ubicada en el condado de Montgomery en el estado estadounidense de Texas. En el Censo de 2010 tenía una población de 1.557 habitantes y una densidad poblacional de 294,69 personas por km².

## Geografía
Patton Village se encuentra ubicada en las coordenadas 30°11′47″N 95°9′54″O / 30.19639, -95.16500. Según la Oficina del Censo de los Estados Unidos, Patton Village tiene una superficie total de 5.28 km², de la cual 4.93 km² corresponden a tierra firme y (6.67%) 0.35 km² es agua.

## Demografía
Según el censo de 2010, había 1.557 personas residiendo en Patton Village. La densidad de población era de 294,69 hab./km². De los 1.557 habitantes, Patton Village estaba compuesto por el 83.75% blancos, el 1.03% eran afroamericanos, el 1.35% eran amerindios, el 0.45% eran asiáticos, el 0.06% eran isleños del Pacífico, el 11.37% eran de otras razas y el 1.99% pertenecían a dos o más razas. Del total de la población el 20.75% eran hispanos o latinos de cualquier raza.